# Mali Kozubî (Kalașnîkî), Poltava
Mali Kozubî (în ucraineană Малі Козуби) este un sat în comuna Kalașnîkî din raionul Poltava, regiunea Poltava, Ucraina.

## Demografie
Componența lingvistică a localității Mali Kozubî
     Ucraineană (89,8%)
     Rusă (6,12%)
     Română (4,08%)
Conform recensământului din 2001, majoritatea populației localității Mali Kozubî era vorbitoare de ucraineană (89,8%), existând în minoritate și vorbitori de rusă (6,12%) și română (4,08%).